# Протоиндоевропейски език
Протоиндоевропейският език, още Праиндоевропейският език или Индоевропейският праезик, е език основа, тоест общият предшественик на езиците от индоевропейското езиково семейство. Езикът не е засвидетелстван писмено, а е реконструиран частично с помощта на сравнително-историческия метод.
Съществуват редица различни хипотези относно датирането и локализацията на индоевропейския праезик. Най-старите индоевропейски езици – вече значително диференцирани – писмено са засвидетелствани през първата половина на 2-рото хил. пр. Хр., а данните от тях косвено показват, че разпадането на индоевропейската общност трябва да е настъпило най-късно около 3000 г. пр. Хр. След анализ на наследената лексика възниква предположението, че индоевропейската общност е съществувала в периода на неолита (преди разпространение на топенето и обработката на металите) и населението ѝ е било съставено от земеделци и скотовъди.
Най-често възприеманата хипотеза локализира индоевропейците в степните области на Украйна и Южна Русия, отъждествявайки ги с носителите на курганната култура. Експанзията на индоевропейците на територията на Европа би могла да се свърже, съгласно тази концепция, с набезите на скотовъдни народи от района на черноморските степи, творци на къснонеолитни култури, като напр. културата на шнуровата керамика. 
Терминът „индоевропейци“ означава езикова общност и не е свързан еднозначно с определена култура или генетични признаци (раса). Индоевропейските народи често са асимилирали различни неиндоевропейски етноси, като са приемали и елементи от техните култури. До около 1000 г. пр. Хр. различни индоевропейски народи колонизирали почти цяла Европа и значителни територии от Азия (Мала Азия, Средна Азия и част от Индия).

## Характеристика

### Фонетика и фонология
- Съгласни звукове

|            |              | Устнени | Предноезични | Средноезични | Средноезични | Средноезични | Гръклянови    |
| онебнѐна   | обикновена   | Устнени | Предноезични | оустнѐна     |              |              | Гръклянови    |
| ---------- | ------------ | ------- | ------------ | ------------ | ------------ | ------------ | ------------- |
| Носови     | Носови       | *m      | *n           |              |              |              |               |
| Преградни  | беззвучни    | *p      | *t           | *ḱ           | *k           | *kʷ          |               |
| Преградни  | звучни       | *b      | *d           | *ǵ           | *g           | *gʷ          |               |
| Преградни  | придихателни | *bʰ     | *dʰ          | *ǵʰ          | *gʰ          | *gʷʰ         |               |
| Проходни   | Проходни     |         | *s           |              |              |              | *h₁, *h₂, *h₃ |
| Плавни     | Плавни       |         | *r, *l       |              |              |              |               |
| Полугласни | Полугласни   |         |              | *j           |              | *w           |               |

- Гласни звукове

гласни a, e, o, i, u
дълги гласни – a:, e:, o:
двугласни – ei, eu, e:i, e:u, oi, ou,...

### Промяна на думите (флексия)
Индоевропейският праезик е флексивен или синтетичен език, подобно на повечето славянски езици (с изключение на българския). Склонението се съобразява с осем падежа (седем, както в повечето славянски езици, плюс аблатив, отговарящ на въпросите „откъде?, от кого/какво?“), както и с три числа (единствено, двойствено и множествено). Трите граматични рода (мъжки, женски и среден) се развиват вероятно само в част от индоевропейското езиково семейство (с изключение на анатолийските езици); според тази теория (оспорвана от някои индоевропеисти) древната система включва два граматични класа („родове“) съществителни (одушевени и неодушевени).
Спрежението на индоевропейския праезик е доста усложнено с развита система от аспекти (видове) (които частично изпълняват функцията на времена) и наклонения; съществуват и два залога (действителен и възвратно-страдателен, изразяван с помощта на специални окончания). Спрежението се съобразява с три лица и три числа (единствено, двойствено и множествено), а глаголите образуват и няколко вида производни форми с характера на причастия (не съществува инфинитив).